# Oleg Ivenko
Oleg Ivenko (in ucraino Олег Івенко?, Oleh Ivenko; Charkiv, 14 agosto 1991) è un danzatore e attore ucraino, étoile del balletto dell'Opera Statale Tartara.

## Biografia
Nato e cresciuto in Ucraina, Oleg Ivenko ha studiato danza alla Scuola Coreografica di Charkiv fino al 2006 e poi al Collegio Coreografico Statale della Bielorussia fino al 2010.
Dal 2014 è primo ballerino del balletto dell'Opera Statale Tartara di Kazan' e in questa veste ha danzato molti dei grandi ruoli maschili del repertorio, tra cui molti ruoli coreografati da Marius Petipa, incluso Albrecht in Giselle, Basilio nel Don Chisciotte, Solor ne La Bayadère, l'uccello azzurro ne La bella addormentata, Ali e Conrad ne Le Corsaire e Franz in Coppélia.
Nel 2018 ha fatto il suo debutto cinematografico interpretando Rudol'f Nureev nel film Nureyev - The White Crow, per la regia di Ralph Fiennes.
Nel 2020 ha vinto il Premio Léonide Massine al Festival di Positano.

## Filmografia
- Nureyev - The White Crow (The White Crow), regia di Ralph Fiennes (2018)
- Joika - A un passo dal sogno (Joika), regia di James Napier Robertson (2023)

## Doppiatori italiani
- Stefano Sperduti in Nureyev - The White Crow
- Davide Albano in Joika - A un passo dal sogno